# 卫东街道 (南昌市)
卫东街道是中华人民共和国江西省南昌市红谷滩区下辖的一个街道办事处。2022年7月7日，将卫东街道的茶园街、云溪花园、龙岗花园、香域滨江、梧桐庄园、桥郡、九龙馨苑、站西花园、天悦、瑞城、 长云、祥荣、枫湖社区和岭北、双溪、云塘、润溪、长埔、黄佩村归属红角洲街道。

## 行政区划
卫东街道下辖以下村级行政区划单位：
洪城比华利社区、名门世家社区、理想家园社区、阳光枫情社区、万达星城社区、滨江豪园社区、卫东花园社区、江信国际花园社区、红谷春天社区、翠林社区、丽景社区、万达西区社区、鹿璟名居社区、汇海社区、世纪中央城社区、普贤社区、银都社区、翠苑社区、沁园社区、卫东村。